# Omenasaari (ö i Kymmenedalen)
Omenasaari är en ö i Finland. Den ligger i Finska viken och i kommunen Kotka i den ekonomiska regionen  Kotka-Fredrikshamn i landskapet Kymmenedalen, i den södra delen av landet. Ön ligger nära Kotka och omkring 120 kilometer öster om Helsingfors.
Öns area är 0,7 hektar och dess största längd är 160 meter i sydöst-nordvästlig riktning.